# Aulonocara rostratum
Aulonocara rostratum és una espècie de peix de la família dels cíclids i de l'ordre dels perciformes endèmic del llac Malawi (Àfrica oriental). Els mascles poden assolir els 18 cm de longitud total.